# پاس منجر به امتیاز

شوتی که از یک پاس موفق زده شود، برای پاس دهنده (بازیکن سفید) به عنوان پاس گل محسوب می‌شود.

پاس منجر به امتیاز (انگلیسی: Assist) یا پاس گل در بسکتبال، به بازیکنی نسبت داده می‌شود که توپ را به هم‌تیمی‌اش پاس می‌دهد و این پاس مستقیماً منجر به امتیاز (پرتاب موفق) شود؛ یعنی عملاً در ثبت امتیاز «کمک» کرده باشد. همچنین زمانی که امتیاز به دلیل تخلف گل‌تندینگ، لحاظ شود، پاس گل نیز لحاظ می‌شود.
اعطای پاس گل همواره وابسته به قضاوت داوران است. حتی اگر گیرنده پاس، پس از دریافت توپ دریبل کوتاهی بزند و سپس امتیاز بگیرد، باز هم ممکن است برای پاس‌دهنده، پاس گل ثبت شود. با این حال، در تعریف اولیه این آمار، چنین مواردی لحاظ نمی‌شد. بنابراین مقایسه آمار پاس گل در دوره‌های تاریخی مختلف پیچیده است.